# NGC 4291
NGC 4291 is een elliptisch sterrenstelsel in het sterrenbeeld Draak. Het hemelobject werd op 10 december 1797 ontdekt door de Duits-Britse astronoom William Herschel.

## Synoniemen
- UGC 7397
- MCG 13-9-24
- ZWG 352.28
- PGC 39791